# Imagen pública
La imagen pública, o simplemente imagen, se asocia a la percepción (o punto de vista), es decir, la sensación interior que resulta de una impresión material hecha en los sentidos. Cuando una imagen en la mente individual es compartida por muchas personas, se transforma en una imagen mental colectiva, por lo que imagen pública será: "La percepción compartida que provoca una respuesta colectiva unificada".
La imagen es el resultado de una o muchas causas que producen un efecto psicológico, es decir, el efecto causado se da en la mente del individuo gracias a la cohesión de las causas que lo originaron. Como consecuencia, la imagen da lugar a un juicio de valor, donde lo percibido será aceptado como una realidad; dicho juicio de valor dará lugar al rechazo o a la aceptación de lo percibido.
Como regla general, sabemos que tener una imagen pública genera una responsabilidad civil.

## Estímulos productores de la percepción
Los estímulos son todo aquello que perciben los sentidos (olfato, gusto, tacto, vista, oído); estos actúan sobre la percepción que, gracias al proceso mental, genera una imagen del emisor.
Existen diversas clases de estímulos, pero en lo que a la imagen pública compete, se deben mencionar solo tres: estímulos verbales, estímulos no verbales y estímulos mixtos.

### Estímulos verbales
Los estímulos verbales son aquellos que originan la percepción a través de las palabras, ya sea de forma oral o escrita. Se refiere a lo que se puede proyectar a través de la comunicación verbal de forma oral o escrita.

### Estímulos no verbales
Los estímulos no verbales son aquellos que no tienen relación con el uso de la lengua, es decir, en los que se ocupan otros recursos de expresión. Según Mark L. Knapp, la comunicación no verbal está constituida por siete características y comportamientos: el movimiento corporal o comportamiento quinésico, características físicas, conducta táctil, el paralenguaje, la proxémica, el ambiente y los artefactos empleados en el círculo comunicativo (1982).
Muchas veces, utilizamos esos estímulos como complemento para terminar de comprender el mensaje emitido de forma verbal, ya que “proporcionan información acerca de las emociones mientras que otras dan a conocer rasgos de la personalidad o actitudes”. En la mayoría de las ocasiones, estos estímulos se proporcionan de forma inconsciente.

### Estímulos mixtos
Los estímulos mixtos son aquellos que dan lugar a la percepción, creando una mezcla de los estímulos verbales y los no verbales. Dado que los dos tipos de estímulos entran a la mente del receptor de manera simultánea, existe una confrontación entre los dos, ya que es muy complicado lograr una total coherencia entre ambos. 
En esta confrontación, los estímulos no verbales generalmente son mayores a los verbales, por lo que toman mucho mayor peso en el proceso de percepción.

## Ecuación de la imagen
La imagen es la percepción que se convierte en la identidad y con el tiempo en reputación. Se trata de una secuencia de ideas asentada en la siguiente ecuación llamada Ecuación de la Imagen.
Estímulo + Receptor = Percepción + Mente = Imagen + Opinión = Identidad + Tiempo = Reputación
"La identidad se forma entonces por la esencia y la apariencia'', es decir, la identidad se convierte en experiencia y pasa al reconocimiento del individuo debido a la coherencia entre esencia, apariencia y proyección. 
El proceso de creación de una reputación se da entonces de la combinación de los estímulos enviados a un receptor, este los percibe, los archiva en su mente, se crea la imagen, el receptor emite su opinión personal, dando paso a la identidad y el resultado final es la reputación, que nace de la existencia de la misma identidad por un lapso de tiempo largo.
Ninguna opinión surge de la nada todas las opiniones son originadas gracias a un proceso de comunicación que es dinámico, en el que el sujeto, está expuesto a constantes juicios que se convertirán en la opinión que se tenga de él, formando parte de su realidad.

## Axiomas de la imagen pública
Un axioma es un principio, sentencia o proposición que es clara y evidente. Víctor Gordoa Gil cita los siguientes axiomas de la imagen pública:
1. Es inevitable tener una imagen: Todos los individuos están sujetos a la posesión de una imagen, nadie está exento de ser percibido por otro alguien.
2. El 83% de las decisiones las tomamos por lo que vemos: El sentido de la vista es casi siempre el más importante en los humanos. Aun cuando en algunos aspectos debería ser alguno otro, casi siempre damos mayor peso a la vista para aceptar o rechazar algo.
3. El proceso cerebral que decodifica los estímulos toma unos cuantos segundos: La primera impresión hacia una persona se da entre los primeros 5 y 12 segundos en que la vemos. En la mayoría de los casos, la primera impresión será la que se quedará por siempre en la mente de las personas.
4. La mente decide mayoritariamente basada en sentimientos: La mente se encarga de tomar decisiones basadas mayoritariamente en las emociones. Contrario a lo que generalmente se piensa, el cerebro trabaja más ligado a las emociones que a un proceso lógico. La imagen que se creará sobre un individuo será gracias a las emociones apeladas y a los recuerdos que esta provoque.
5. La imagen es dinámica: La imagen demanda una continua vigilancia,[1] es decir, el trabajo para crear una buena imagen es constante y nunca puede ser desatendido. Una buena imagen puede ser empeorada, así como una mala imagen puede ser mejorada.
6. La creación de una imagen debe respetar la esencia del emisor: La esencia del individuo que busque proyectar una cierta imagen siempre debe ser respetada, ya que de lo contrario, los receptores notarán que existe una incongruencia en la imagen y la esencia, entonces la credibilidad del individuo se verá afectada.
7. La imagen siempre es relativa: En cuestión de la imagen pública, no existe bueno ni malo, cada individuo se debe regir por su esencia, lo que quiere proyectar y a quien lo quiere proyectar.
8. El proceso de creación de una imagen es racional, por lo que requiere de una metodología: Para la construcción consciente de una imagen, es necesario seguir un proceso que contenga decisiones estratégicas para lograr la emisión correcta del mensaje y, como consecuencia, credibilidad.
9. La eficiencia de una imagen irá en relación directa con la coherencia de los estímulos que la causen: La creación de una buena imagen no debe dejar de lado ningún estímulo, ya que todos y cada uno de ellos forman el proceso de la percepción de manera integral.
10. Siempre tomará más tiempo y será más difícil reconstruir una imagen que construirla desde el origen: Este axioma se refiere al hecho de que es más fácil crear una reputación que limpiar una ya creada. Modificar una imagen negativa a positiva es un reto, ya que es difícil olvidar lo que en un principio causó una percepción negativa del sujeto.
11. A mejor imagen, mayor poder de influencia: El tener una buena imagen trae consigo beneficios tales como: "incremento de seguridad en sí mismo, aumento en el nivel de confianza transmitida, y lo más importante: credibilidad".[1] La influencia sobre el grupo que se aborda será mayor y más efectiva si se cuenta con una imagen pública positiva.
12. La imagen de la titularidad permea en la institución: La imagen de la cabeza de un grupo o una institución es la que define a la propia institución en la mente de los receptores, por lo que, en el caso de una imagen pública grupal, se debe trabajar primero con la imagen personal del líder.
13. La imagen de la institución permea en sus miembros: La imagen pública de una institución etiqueta a los miembros de ésta, de manera que la imagen de la institución será parte de la imagen de cada uno de sus miembros.

## Esencia
La esencia es el sustento de la imagen. Al trabajar sin sustento, se corre el riesgo de alterar aspectos de la persona o la institución. Para sustentar la imagen, se debe reconocer la esencia personal y la esencia institucional.
Crear una imagen es un proceso alejado de la superficialidad, la frivolidad y los gustos o caprichos personales. Crear una imagen es un proceso racional, serio y profundo que requiere de conocimientos, creatividad y sensibilidad para alcanzar el objetivo.

## Estilo
Cuando la esencia y la personalidad se expresan, a ese hecho se le llama estilo. "El estilo es la expresión de la individualidad."
Existen distintos patrones de estilo, donde ninguno es mejor que otro y cada uno tiene sus ventajas y desventajas. El estilo influye en la imagen física y en la imagen vendedora, que se refiere a la proyección verbal, profesional y visual.

### Tipología del estilo
1. Estilo natural: Transmite un mensaje de accesibilidad y sencillez. Crea un ambiente amable, entusiasta y positivo. Son personas sencillas, saludables e informales y prefieren los colores neutros. Son personas que buscan comodidad y eso se ve reflejado en su vestimenta y arreglo personal. Su principal riesgo es verse desarreglado.
2. Estilo tradicional: Transmite un mensaje de sobriedad. Crea un ambiente conservador y atemporal. Son personas discretas y moderadas. Su vestimenta es clásica, con pocos detalles y prefieren colores sobrios y no se dejan llevar por las tendencias de moda. Por lo regular son contadores, banqueros, políticos, administradores, por mencionar algunas ocupaciones. "La persona de estilo tradicional busca durabilidad, su fortaleza es la sobriedad y su riesgo es verse anticuado".[4]
3. Estilo elegante: Transmite un mensaje de éxito, respeto y seguridad. Son personas de aspecto formal, distinguido y refinado, también cuidan cada detalle de su vestimenta y aspecto. Es un estilo costoso ya que prefieren la calidad en la prendas y, en ocasiones, que éstas sean hechas a la medida. Su principal riesgo es verse presuntuoso. Su diseño de vestimenta es clásico, formal y refinado. Las ropas no tiene muchos detalles y son de marcas reconocidas, incluso de alta costura. Utilizan colores básicos y neutros con combinaciones suaves. Los materiales son de excelente calidad con tacto suave como: gabardina, lino, cashmere, tweed y lana.
4. Estilo romántico: Transmite un mensaje de calidez y romanticismo . Crean un ambiente de confianza y facilidad de trato. En cuanto a la vestimenta prefieren colores en tonos pastel y neutros. Su diseño de vestimenta es suave y no estructurado. Utilizan líneas curvas y gentiles, con caída discreta sobre la silueta, acompañado de muchos detalles. Los materiales son suaves, tersos de textura ligera como: lazos, encajes, terciopelo, seda, rayón y crepe de lana.
5. Estilo seductor: Transmite un mensaje de provocación y atrevimiento. Éste es un estilo llamativo para atraer al sexo opuesto. Su principal riesgo es verse vulgar. El diseño de la vestimenta es ceñido, con aberturas, escotes y drapeados. Utilizan colores intensos, atrevidos, brillantes y contrastantes. Los materiales son ligeros, fluidos y suaves que se ajustan al cuerpo, tales como: jersey, rayón, lamé, seda, chiffón, piel, encajes y transparencias.
6. Estilo creativo: Transmite un mensaje de innovación y espontaneidad. Crea una imagen original, creativa y poco convencional. Su principal riesgo es verse ridículo. Prefieren el diseño de vestimenta libre, exótico, étnico y creativo combinando prendas sueltas y ceñidas, con varias combinaciones de color, estampados y materiales. Usualmente buscan patrones con diseños originales e inusuales.
7. Estilo dramático: Transmite un mensaje de dominación. Apariencia sofisticada, de poder y autoridad. Buscan impactar y siguen las tendencias. Su principal riesgo es verse agresivo. Prefieren el diseño de vestimenta arquitectónico con líneas angulosas, rectas y diagonales, acompañados de combinaciones de alto contraste en color. Utilizan materiales como la seda gruesa, crepé, lamé, piel, ante y la gabardina de lana.

## Estudio en imagen pública
Es el conjunto de conocimientos y técnicas que permiten aplicar el saber científico a la emisión de estímulos que crearán o modificarán la percepción hacia una persona o institución. Cabe recalcar que el término Imagología se ha apartado tradicionalmente al estudio de las imágenes biomédicas, por lo tanto es importante discernir ambos términos.
El estudio de imagen pública sirve para construir dos grandes grupos de imágenes:
la imagen personal y la imagen institucional.

### Imagología
"Imagología es la ciencia de la imagen y se define como el saber científico necesario para crear, desarrollar y mantener una imagen pública".

### Ingeniería en imagen pública
Es la unión de conocimientos y técnicas que permiten aplicar la imagología para crear una percepción sobre una persona como un proceso.

## Tipos de imágenes
Está establecido que existen dos grandes grupos de imágenes, el de la imagen personal y el de la imagen institucional, pero estas imágenes no se crean por sí solas, sino que necesitan, para existir, de la conjunción de otras imágenes que les dan cuerpo y que son llamadas imágenes subordinadas.

### Imagen personal
La imagen personal es la percepción que sobre un individuo tiene su grupo objetivo mediante la cual éste le otorga una identidad.

### Imagen institucional
La imagen institucional es la percepción sobre una persona moral que tiene su grupo objetivo, mediante la cual éste le otorga una identidad.

### Imágenes subordinadas
Son aquellas imágenes de referencia cruzada, es decir en la que interfiere otro actor "persona o cosa" que retroalimenta la percepción. Una expresión muy coloquial de una imagen subordinada podría ser en el deporte del billar de carambola, que precisa pegarle con una bola a las dos restantes en un total de tres. 
Existen dos tipos de imágenes subordinadas: la buena y la mala; puede haber muchas imágenes subordinadas en una imagen personal, sin embargo, será la suma y la resta de todas ellas la que proporcionan un balance final de la imagen personal pública del individuo, si en ese balance prevalecen mayormente las imágenes subordinadas buenas entonces la percepción del individuo será buena, o viceversa.

#### Imagen física
Se define como la percepción que se tiene de una persona, por parte de sus grupos objetivo, como consecuencia de su apariencia y de su lenguaje corporal. Con la indumentaria, cada persona forma su propia expresión y emplea variaciones personales de tono y significado.
Estudios y análisis de la imagen física:
1. Colorimetría: Medida del color
2. Antropometría: Medidas del cuerpo
3. Antropomorfología: Formas del cuerpo
4. Carametría: Medidas de la cara
5. Caramorfología: Formas de la cara

Otros aspectos:
- Capacitación en el uso de vestuario como código de comunicación no verbal.
- Análisis y compra de vestuario.
- Capacitación en imagen no verbal y presencia física:
  - Estética y maquillaje
  - Cosmetología dental
  - Cirugía plástica

Diseño de la imagen física:
La forma de vestir es también un modo de expresión y como se manifiesta la individualidad. Al diseñar una imagen física se satisfacen las necesidades que tienen las personas de distinguirse y lograr un objetivo en específico.

#### Imagen profesional
Se define como la percepción que se tiene de una persona o institución por parte de sus grupos objetivo, como consecuencia de los estímulos emanados del desempeño de su actividad profesional.
El enfoque integral de la imagen profesional incluye:
1. Protocolo, la manera como nos comportemos durante el transcurso del contacto personal.
2. Manejo de crisis, la forma como respondemos en el momento en el que sucede una crisis.

Existen dos factores que nos permiten entender el plano profesional de la imagen pública:
1. Percepción: Se refiere a la interpretación de las relaciones y comprender el fin comunicativo del mensaje.
2. Grupos objetivos diferentes y específicos: Es el conjunto de destinatarios a los cuales se les ofrece un servicio profesional.

Para crear una imagen profesional se debe establecer el grupo objetivo y el mensaje que se quiere transmitir para satisfacer a dicho grupo.

#### Imagen verbal
Se define como la percepción que se tiene de una persona o institución por parte de sus grupos objetivo como consecuencia del uso de la palabra oral o escrita.
El enfoque integral de la imagen verbal incluye:
Palabra oral: Uso de herramientas físicas y lenguaje hablado.
Palabra escrita: Uso de signos gráficos. A su vez, se manifiesta en los siguientes aspectos:
- Ortografía
- Redacción
- Caligrafía

Lenguaje corporal: El cuerpo también se expresa y habla a través de movimientos y gestos. El cuerpo puede reforzar, delatar o contradecir las palabras y de tal modo se pueden distinguir distintos tipos de códigos corporales. Las acciones del lenguaje corporal son:
- Presencia física
- Ademanes
- Gestos.
- Contacto visual.
- Conducta táctil.

Los códigos semióticos que son parte en el ámbito discursivo son:
- Lingüísticos: Signos contenidos en el habla.
- Cinéticos: información que revela el cuerpo en movimiento (miradas, gestos, postura).
- Proxémicos: Se refiere a la proximidad o distancia.
- Paralingüísticos: Hace mención al volumen, tono y ritmo de voz.

Creación de una imagen verbal:
Para una imagen verbal exitosa se debe seguir un proceso. Este consta de fases y son parte de una metodología llamada "Sistema íntima". Este sistema establece un proceso metodológico infinito, con el fin de que la imagen pública esté controlada y su evolución tenga un seguimiento constante. Este proceso es un círculo y consta de cuatro diferentes etapas: investigación, diseño, producción y evaluación. Las fases que conforman el proceso son las siguientes:
- Análisis y diagnóstico del sujeto: estudio sobre la esencia del sujeto que nos brinda información sobre la personalidad. Como conclusión arroja información sobre las debilidades, fortalezas y áreas de oportunidad comunicativas del sujeto.
- Análisis y diagnóstico del público meta: se estudia el perfil geográfico y sociodemográfico del público, se buscan necesidades y expectativas.
- Diseño de estrategias: se refiere a la fase de diagnóstico. En esta fase ya se cuenta con la información necesaria para tomar decisiones estratégicas para definir la ruta de producción de estímulos verbales y no verbales.
- Producción de estímulos verbales y no verbales.
- Evaluación discursiva: evalúa los resultados del proceso previamente realizado, tomando en cuenta la producción, distribución y consumo discursivo.

#### Imagen visual
Se define como la percepción que se tiene de una persona o institución por parte de sus grupos objetivos, como consecuencia del uso de los estímulos dirigidos al sentido de la vista.
El enfoque integral de la imagen visual incluye todos aquellos elementos visuales que puedan representar la imagen de una persona o institución.

#### Imagen audiovisual
Se define como la percepción que se tiene de una persona o institución por parte de sus grupos objetivos, como consecuencia del uso de estímulos dirigidos al sentido de la vista o del oído, ya sea simultáneamente, o por separado, para incidir en la opinión pública.
El enfoque integral de la imagen audiovisual incluye:
- Publicidad: Es el conjunto de medios de comunicación y técnicas, busca influir en el comportamiento humano con el fin de vender un producto o servicio. La imagen pública consiste en influir en el comportamiento humano, con el objetivo de convencer a un grupo de personas de que nuestro cliente o proyecto es la mejor opción ante la competencia, ahí de igual forma estamos en una acción de venta que requiere publicidad.[7]
- Propaganda: Es el conjunto de técnicas y de medios de comunicación, que a diferencia de la publicidad, busca influir en la ideología del comportamiento humano, es decir, la propaganda es la acción con el fin de atraer seguidores.[8]
- Producción de audio y vídeo.
- Manejo, atención y uso de medios de comunicación.

#### Imagen ambiental
Se define como la percepción que se tiene de una persona o institución por parte de sus grupos objetivos, como consecuencia del uso de estímulos emanados de sus escenarios.
El enfoque integral de la imagen ambiental incluye:
- Color
- Iluminación
- Música
- Aroma
- Espacio
- Temperatura
- Mobiliario
- Decoración

## Psicología del color
A lo largo de los años, se ha comprobado por científicos y psicólogos que los colores son parte fundamental para hacer un juicio a través de la percepción, debido a que cada color evoca a sentimientos y emociones particulares. Tal es el caso de la socióloga y psicóloga Eva Heller, experta en la psicología del color, quien explica que la proyección que se da de acuerdo a los colores utilizados en la imagen pública es de vital importancia, ya que "Los colores actúan sobre los sentimientos y la razón". La autora del libro Psicología del color, realizó una descripción detallada de lo que cada color en particular transmite.

### Azul
Es el color de la razón y de la calma. Evoca a la grandeza del mar y a un sentimiento de tranquilidad y relajación. Es un color que refleja simpatía, casi nunca tiene connotaciones negativas. Refleja intelectualidad y sabiduría.

### Rojo
Es el color más común y fuerte. Tiene distintas connotaciones pero todas ellas son fuertes. Por un lado evoca a la pasión, la sangre, la autoridad y lo demoníaco. Por otra parte, también puede transmitir amor, alegría, extroversión y cercanía.

### Amarillo
Es un color que al ser portado, transmite alegría, optimismo, diversión, amabilidad, frescura, espontaneidad, aunque también cuenta con interpretaciones negativas como presuntuosidad y egoísmo, una manera de darle un enfoque positivo es combinándolo con rojo o naranja.

### Verde
Es un color alegre a la vista, su peligro está en dar la impresión de aburrimiento, ya que se considera un color neutro, que fácilmente es opacado por algún otro color. Emana naturalidad y vivacidad.

### Negro
Es el color de la individualidad y protesta, también transmite poder y elegancia. Al portarlo en la vestimenta también puede mandar la señal de que se trata de una persona conservadora. Por otro lado, es el color de oscuridad, el fin, lo rígido y lo pesado.

### Blanco
Es un color sin connotaciones negativas, el blanco transmite paz, tranquilidad, armonía, exactitud, pureza, perfección. Cuando alguien viste de blanco, es visto de manera positiva.

## Comunicación verbal en la imagen pública
Para transmitir los mensajes que se desea transmitir de manera correcta, se deben tomar en cuenta los siguientes aspectos.

### Proceso de comunicación en público
Se refiere al proceso de comunicación oral y tiene como base cinco elementos que lo identifican y nos ayudan a comprenderlo:
1. El comunicador: envía un mensaje con el fin de generar una reacción en el público o en el espectador.
2. El mensaje: elemento de mayor importancia.
3. El discurso público: tiene un propósito en específico, preparado previamente por el comunicador. El mensaje y el comunicador en conjunto hacen posible que el mensaje tenga éxito.
4. El público: grupo de personas, generalmente desconocido para el comunicador.
5. La retroalimentación: se hacen inferencias dependiendo la reacción del público al final del mensaje.

### La voz
Para comunicar correctamente de forma hablada, es necesario tener un tono de voz adecuado, ya que si el tono es muy bajo, el mensaje no llegará con claridad a los receptores, por otro lado, una voz muy alta puede ser interpretada como signo de agresión, por lo tanto, el tono de la voz debe encontrarse en un punto medio. 
Los sonidos emitidos deben ser claros. Esto se logra con una pronunciación correcta, abriendo la boca y cerrándola de acuerdo a los fonemas que se quieran pronunciar.
La respiración también es importante en este aspecto, ya que permite que la modulación de la voz sea correcta, dando paso a la cantidad correcta de aire que ayuda a que no haya trabas en el lenguaje y permite llegar al tono correcto y estable de voz.

### Velocidad
Una persona que se encuentre hablando, deberá utilizar una velocidad adecuada. Una velocidad lenta es interpretada por la mente como sinónimo de pereza o de poco interés; por otro lado, una velocidad muy rápida termina por fatigar a los oyentes. Al hablar, se deben realizar pausas cuando sea necesario con el propósito de que el mensaje se comprenda correctamente y no aturdir al receptor.